# Uzerche
Uzerche település Franciaországban, Corrèze megyében. Lakosainak száma 2806 fő (2022. január 1.). Uzerche Condat-sur-Ganaveix, Espartignac, Eyburie, Vigeois és Les Trois-Saints községekkel határos.

## Népesség
A település népessége az elmúlt években az alábbi módon változott:
| Lakosok száma | 3314 | 3097 | 2813 | 3182 | 2934 | 2889 | 2806 | 2794 | 2787 | 2806 |
|               | 1968 | 1982 | 1990 | 2006 | 2013 | 2015 | 2017 | 2019 | 2020 | 2022 |